# 吉打州稻米博物馆
稻米博物馆，位于马来西亚吉打州首府亚罗士打安南武吉区的旅游胜地象屿山旁，距离市区约8公里。 这也是马来西亚第一家，也是续日本、德国、菲律宾之后全球第四家稻米博物馆。稻米博物馆的外形特出，像一朵盛开的六瓣金莲， 由六栋圆形小楼伴着一栋20.5米高的主楼组成，共有三层。其顶楼设有一座高8米，宽103米的360度圆形壁画，可俯瞰附近的稻米。